# Francesc Carreres de Calatayud
Francesc d'Assís Carreres de Calatayud (València, 1916 - València, 1989) va ser un escriptor valencià. Era fill de Salvador Carreres Zacarés.
Va estudiar Dret i es va doctorar en Filosofia i Lletres. Professionalment es va dedicar a l'ensenyament de la llengua anglesa, arribant a dirigir el British Institute de València i publicant un llibre de text per a l'aprenentatge de l'anglès. També va fer alguna traducció literària.
La seua producció literària s'inscriu en el camp de la narrativa. Va publicar diverses narracions curtes i una novel·la (El cavaller del dubte, 1933) totes elles en català. Entre 1930 i 1931 va col·laborar amb la revista Acció Valenciana. Arribà a ser secretari del Centre de Cultura Valenciana i va ser un dels signataris de les Normes de Castelló.

## Obres
Llista no exhaustiva

### Narrativa
- 1931 Un arxiver cerca núvia
- 1931 Un home i una dona s'estimen, reeditada l'any 1985
- 1933 El cavaller del dubte

### Assaig i investigació
- 1949 Las fiestas valencianas y su expresión poética (Siglos XVI y XVII). Madrid.
- 1951 Edició de les Rimas humanas y divinas, de Gaspar Aguilar